# Kevin Amuneke
Kevin Onyekachi Amuneke (* 10. Mai 1986 in Eze Obodo) ist ein nigerianischer ehemaliger Fußballspieler.

## Karriere
Kevin Amuneke begann seine Karriere bei den Soccer Warriors in seiner Heimat Nigeria. Als 16-Jähriger kam er 2002 in die B-Mannschaft des portugiesischen Großklubs Benfica Lissabon, welchen er 2003 zum FC Porto verließ. Nach einem weiteren Jahr in einer B-Mannschaft wechselte er im Januar 2004 nach Schweden und unterschrieb bei Landskrona BoIS. Am Ende der ersten Saison wurde der Verein in der Allsvenskan Elfter. In der darauffolgenden Saison kam man über einen zwölften Platz nicht hinaus und musste in die Playoffrunde gegen den Abstieg spielen. Im Playoff verlor man dann gegen GAIS Göteborg und stieg ab. Er blieb daraufhin noch ein halbes Jahr in der zweiten Liga Schwedens, ehe er nach Portugal zurückkehrte.
Anfang der Saison 2006/07 unterschrieb er bei Vitória Setúbal. Dort spielte er am Anfang der Saison im Supercup, den man gegen den FC Porto 0:3 verlor. Mit Platz 14 konnte man am Ende der Saison mit einem Punkt Vorsprung den Abstieg verhindern. In dieser Saison gab er auch sein Debüt auf europäischer Klubebene. In der ersten Runde des UEFA Cups gegen den Vertreter aus den Niederlanden SC Heerenveen wurde Amuneke in der 66. Minute für Bruno Ribeiro eingewechselt. Das Spiel endete 0:3. Nach der Saison verließ der Nigerianer abermals Portugal und heuerte beim ZSKA Sofia in Bulgarien an. Nach nur zehn Spielen ging er zurück nach Schweden und unterschrieb bei IFK Norrköping, wo er mit dem 16. und letzten Platz Amuneke zum zweiten Mal in seiner Karriere abstieg. 
Im Januar 2009 ging seine Reise weiter nach Rumänien, wo er beim FC Timișoara unter Vertrag stand. Nach nur zwei Spielen und dem Vizemeistertitel sowie verlorenen Pokalfinale kehrte er zum Ausgangsland seiner Karriere zurück und unterschrieb bei Nacional Funchal. Mit den Mannen aus Madeira wurde am Ende der Saison 2009/10 der siebente Platz erreicht. In der Spielzeit 2010/11 wurde er nicht berücksichtigt und sein Vertrag aufgelöst.
Im Sommer 2011 heuerte Amuneke bei Östers IF an. Er kam in der Superettan nur selten zum Einsatz und saß häufig auf der Ersatzbank. Mitte 2012 löste er seinen Vertrag auf. Anfang 2013 wechselte er zu Trelleborgs FF in die Division 1. Nach einem halben Jahr schloss er sich dem portugiesischen Zweitligisten CD Tondela an, wo er auf einen Einsatz kam. Anfang 2014 nahm ihn der serbische Erstligist FK Sloboda Užice unter Vertrag. Er kam auf vier Kurzeinsätze.
Im zweiten Halbjahr 2014 war Amuneke ohne Verein, ehe er sich Anfang 2015 IS Halmia in der Division 1 anschloss. Hier war er zunächst Stammkraft, ehe er sich auf der Ersatzbank wiederfand. Im Jahr 2016 ging er nach Nordirland, wo er zunächst bei den unterklassigen Ballynure Old Boys spielte. Dort machte er mit zwölf Treffern bei acht Einsätzen auf sich aufmerksam. Anfang 2017 verpflichtete ihn Erstligist Linfield FC. In der Saison 2016/17 kam er zweimal als Einwechselspieler zum Zuge, gewann am Saisonende mit seiner Mannschaft die Meisterschaft. Mitte 2017 wechselte er zu Portadown FC in die zweite nordirische Liga.
Für Nigeria spielte Amuneke zwei Mal, während der WM-Qualifikation zur WM 2006 in Deutschland kam er am 5. Juni 2005 zu seinem Debüt gegen Ruanda. Der Stürmer wurde in der 79. Minute für Paul Obiefule eingewechselt. Das Match in Kigali endete 1:1.

## Erfolge
- Nordirischer Meister: 2017

## Familie
Amuneke ist der Bruder vom ehemaligen Stürmers des FC Barcelona und Sporting Lissabon und aktuellen Fußballtrainers sowie Olympiasiegers von 1996 in Atlanta Emmanuel Amuneke sowie von Kingsley Amuneke, aktuell in Schweden tätig.